# BackupPC

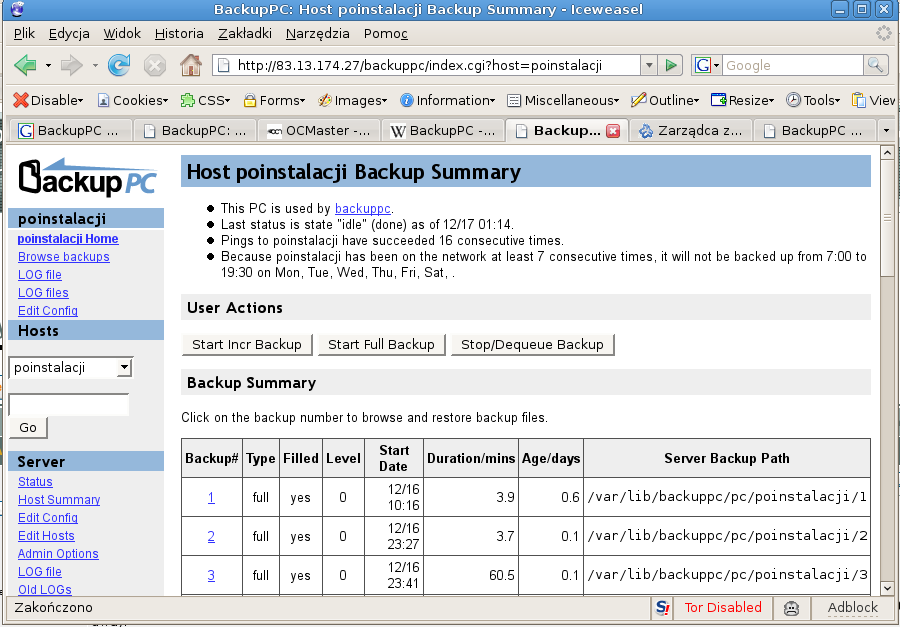

BackupPC — свободное ПО (распространяется под GNU General Public License) для резервного копирования данных с управлением через веб-интерфейс. Кроссплатформенный программный сервер может работать на любом сервере под управлением GNU/Linux, Solaris или UNIX. Нет необходимости в клиентской части, так как сервер сам по себе является клиентом для нескольких протоколов, которые поддерживаются родными службами клиентской ОС.
Например, BackupPC является SMB‐клиентом, что может использоваться для резервного копирования совместно используемых данных в сетевых папках на компьютерах с Microsoft Windows. Подобный сервер BackupPC может быть установлен за межсетевым экраном, выполняющим функции сетевой трансляции адресов (NAT), когда Windows‐компьютер имеет публичный IP адрес. Так как это не рекомендуется из‑за большого количества SMB трафика, то более удобным является использование веб-серверов, поддерживающих SSH и возможность работы с tar и rsync, что позволяет серверу BackupPC находиться в подсети отделённой от веб‐серверов демилитаризованной зоной.

## Выбор протокола
На клиентских компьютерах необходима только минимальная конфигурация, когда производится резервное копирование системы, поддерживающей SSH изначально. Выбор между tar и rsync диктуется аппаратным обеспечением и шириной полосы пропускания канала передачи данных на стороне клиента. Использование rsync требует большего количества процессорного времени, в то время как использование SMB и tar требует большей ширины канала передачи данных.

## Особенности
- Нет необходимости в клиентской части;
- Нельзя выбрать время для начала копирования, можно только указать, когда его нежелательно делать (параметр BlackoutPeriods).
- Использует дедупликацию файлов с помощью жестких ссылок.